# أدولف داسلر
أدولف داسلر (بالألمانية: Adolf Dassler) (ولد 5 نوفمبر، 1900 في مملكة بافاريا، الإمبراطورية الألمانية وتوفي 6 سبتمبر، 1978 في ألمانيا الغربية). هو مؤسس شركة الملابس الرياضية الألمانية أديداس.

## وصلات خارجية
- أدولف داسلر على موقع IMDb (الإنجليزية)
- أدولف داسلر على موقع إن إن دي بي (الإنجليزية)
- Biographie:Adidas